# Actinobdella inequiannulata
Actinobdella inequiannulata är en ringmaskart som beskrevs av Moore 1901. Actinobdella inequiannulata ingår i släktet Actinobdella och familjen broskiglar. Inga underarter finns listade i Catalogue of Life.